# Bitwa pod Kiesią (1626)
Bitwa pod Kiesią – starcie zbrojne, które miało miejsce 3 grudnia 1626 roku podczas wojny polsko-szwedzkiej (1626–1629) w okolicach wsi Drobbusch koło Kiesi.
Połączone siły generał Jakuba de la Gardie i pułkownika Gustafa Horna zastawiły pod Kiesią udaną pułapkę na dywizję litewską dowodzoną przez Aleksandra Gosiewskiego. 
Wojska Gosiewskiego zaatakowały szwedzką piechotę rozłożoną we wsi Drobbusch w czasie, gdy szwedzka jazda zajmowała pozycje w pobliskim lesie. Po powstrzymaniu natarcia przez Szwedów we wsi, dwie chorągwie kozackie próbowały obejść ich pozycje przez las, gdzie zostały powstrzymane przez muszkieterów. Następnie zaatakowała szwedzka kawaleria, która zmusiła do odwrotu litewską husarię. W tym czasie poddała się służąca u Gosiewskiego piechota cudzoziemska. W rezultacie bitwy Gosiewski stracił 400 zabitych, 40 jeńców i 4 sztandary. W konsekwencji musiał wycofać się za Dźwinę i przeszedł do defensywy.
Przegrana Gosiewskiego przyczyniła się do zawarcia szwedzko-litewskiego rozejmu w Baldenmojzie, w dniu 19 stycznia 1627 r.